# Šahovski klub Silent
Šahovski klub Silent je šahovski klub gluhih osoba iz Zagreba.
Dio je Športskog društva gluhih Silent.
Osvojili su naslov europskih prvaka na 20. europskom klupskom šahovskom prvenstvu za gluhe. Prvenstvo se je održalo od 8. do 13. lipnja 2011. godine održalo u Liverpoolu. Sastav koji je osvojio naslov prvaka činili su: Darko Švec, Zlatko Klarić, Toni Vujčić, Bogdan Božinović i Nikola Perković.